# Кон, Альберт (антиквар)
Альберт Кон (нем. Albert Cohn, 1827—1905) — немецкий антиквар и книготорговец.
После смерти Адольфа Ашера (1853), стоял во главе одного из крупнейших предприятий в области антикварной торговли (особенно библиографическими редкостями). Многочисленные каталоги, изданные его фирмой (среди прочих — и каталоги славянских книг), имеют значение ценных библиографических пособий.
Кон — автор сочинений «Shakespeare in Germany in the sixteenth and seventeenth centuries» («Шекспир в Германии шестнадцатого и семнадцатого веков», Лондон, Берлин, 1865) и целого ряда очерков в «Shakespeare-Jahrbuch» (Ежегодник Шекспира), в котором он с 1864 года вёл библиографический отдел.